# Max Saupe
Max Ernst Saupe (* 29. März 1889 in Altmittweida; † März 1945 im KZ Bergen-Belsen) war ein deutscher Politiker, Mitbegründer der KPD-Parteizelle in Ebersdorf und Mitglied des Betriebsrates des Werkstättenbahnhofes Chemnitz.

## Leben

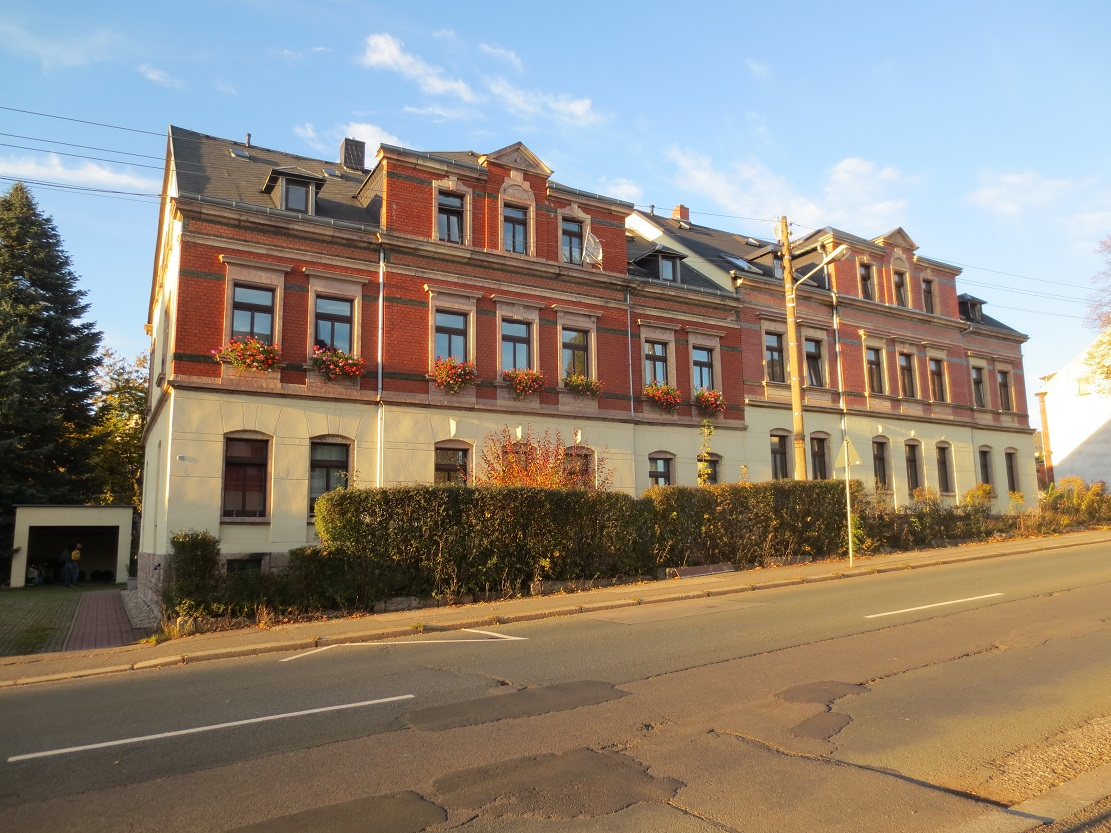
Wohnhaus von Max Saupe in Chemnitz-Ebersdorf (rechts)

Max Saupe wurde am 29. März 1889 in Altmittweida in Sachsen als Sohn von Franz Saupe, einem Handarbeiter in einer Sandgrube und Anna Saupe, geb. John, einer Tagelöhnerin bei einem Großbauern, geboren. Max Saupe besuchte acht Jahre lang die Volksschule in Frankenau, danach arbeitete er als Pferdeknecht bei einem Großbauern. Mit 17 Jahren fand er Arbeit in einer Sandgrube, anschließend leistete er mit 20 Jahren seine zweijährige Militärdienstzeit ab. 1911 zog er nach Ebersdorf und arbeitete als Bauarbeiter und Handarbeiter im nahegelegenen Werkstättenbahnhof Chemnitz. Saupe wohnte im Erdgeschoss der Frankenberger Straße 235 (bis 1919 Frankenberger Straße 23).
1912 heiratete er Paula Ludwig (* 27. Januar 1889) aus Milkau, welche in Mittweida als Weberin gearbeitet hatte. Mit ihr hatte er zwei Kinder, Erna (* 2. September 1912) und Gerhard (* 19. Mai 1919; † 2. November 1984).
Seine Erlebnisse im Ersten Weltkrieg, insbesondere 1916 bis 1918 in Flandern, beeinflussten seine politische Einstellung erheblich. 1919 wurde er als Mitbegründer der KPD-Parteizelle in Ebersdorf ihr politischer Leiter; im gleichen Jahr wurde er in den Betriebsrat des Werkstättenbahnhofes gewählt. Zur Zeit des Kapp-Putsches war er Mitglied des Arbeiter- und Soldatenrates.
Mit der Eingemeindung von Ebersdorf 1919 wurde Saupe zum Stadtverordneten der Kommunistischen Partei Deutschlands gewählt. In den nachfolgenden Jahren war er zudem in mehreren Ausschüssen tätig, wie dem zu Einbezirkungsfragen oder dem für Grundbesitz. In diesen Positionen erkämpfte er insbesondere soziale Erleichterungen für Arbeiter und deren Familien. So erhielt die Ebersdorfer Schule eine Turnhalle und die Straßenbahnstrecke nach Hilbersdorf wurde bis Ebersdorf verlängert. Außerdem wurde in Ebersdorf eine Badeanstalt eröffnet. Im Rotfrontkämpferbund leitete er den Spielmannszug und organisierte im Rahmen der Internationalen Arbeiterhilfe Kinderfeste für Arbeiterkinder.
Mit der Machtergreifung der Nationalsozialisten 1933 wurde Max Saupe auf dem Kaßberg in „Schutzhaft“ genommen und danach im Konzentrationslager Sachsenburg inhaftiert. 1934 wurde er entlassen und arbeitete illegal im Widerstandskampf der „Harlaß-Gruppe“. Da er unter ständiger Polizeiaufsicht stand, trennte er sich während dieser Zeit von seiner Familie. Nach dem Attentat auf Hitler am 20. Juli 1944 wurde Saupe erneut verhaftet und am 26. August 1944 in das Konzentrationslager Sachsenhausen gebracht. Anfang 1945 wurde er in das Konzentrationslager Bergen-Belsen verlegt, wo er im März 1945 im Alter von fast 56 Jahren an Typhus verstarb.

## Ehrungen
In der DDR wurde sein Wirken in Chemnitz postum geehrt. So wurden in Ebersdorf die 1,6 Kilometer lange Vitzthumstraße und mehrere zugehörige Nebenstraßen, welche sich nur wenige Meter entfernt von seinem Wohnhaus auf der Frankenberger Straße befinden, in Max-Saupe-Straße umbenannt. Des Weiteren wurde die Ebersdorfer Schule, das Pflegeheim Ebersdorf und eine Brigade des VEB Barkas-Werke nach ihm benannt. Auf Höhe der heutigen Busendstelle Ebersdorf wurde außerdem ein Gedenkstein auf einem Grünstreifen errichtet.
Heute existieren noch die Straße in Ebersdorf, das Denkmal sowie zwei Gedenktafeln in den Ehrenhainen in Chemnitz und Dresden. Im Frühjahr 2015 wurde ein Grabstein von der Familie in Bergen-Belsen gestiftet. Der Heimatverein Unser Ebersdorf e. V. möchte außerdem einen Stolperstein vor der Frankenberger Straße 235 verlegen.

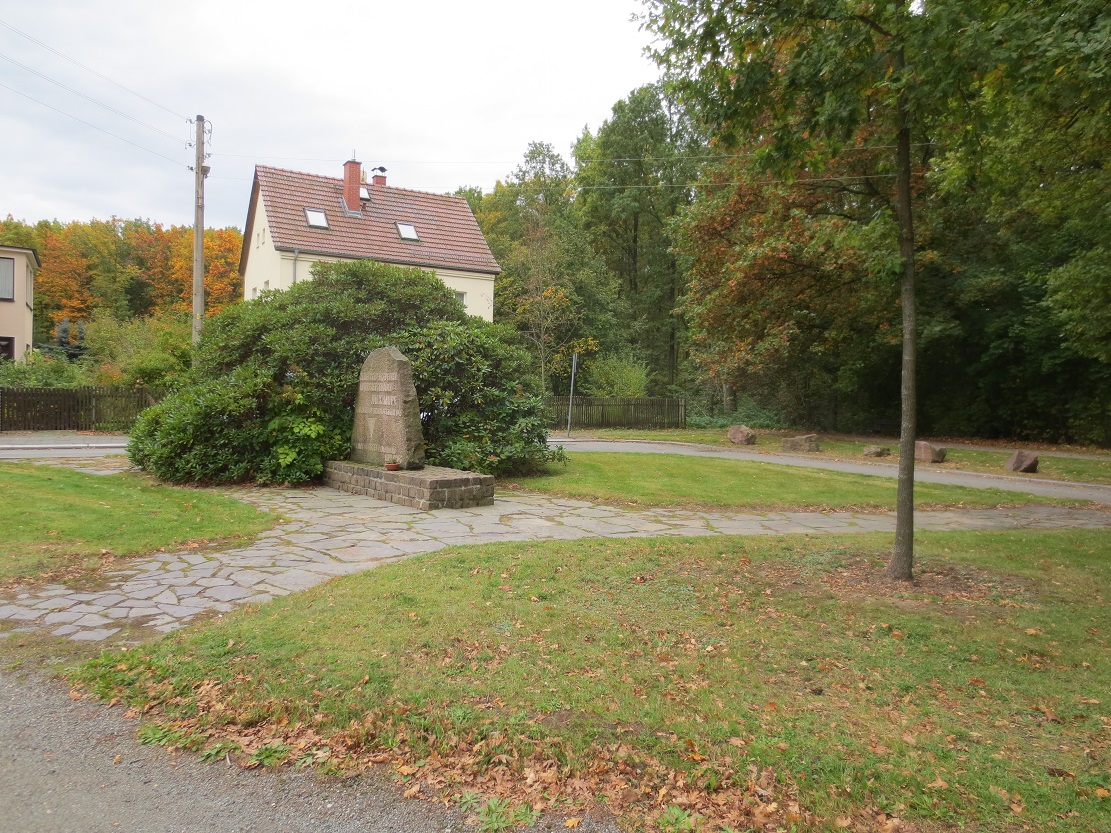
Max-Saupe-Denkmal an der Max-Saupe-Straße in Chemnitz-Ebersdorf
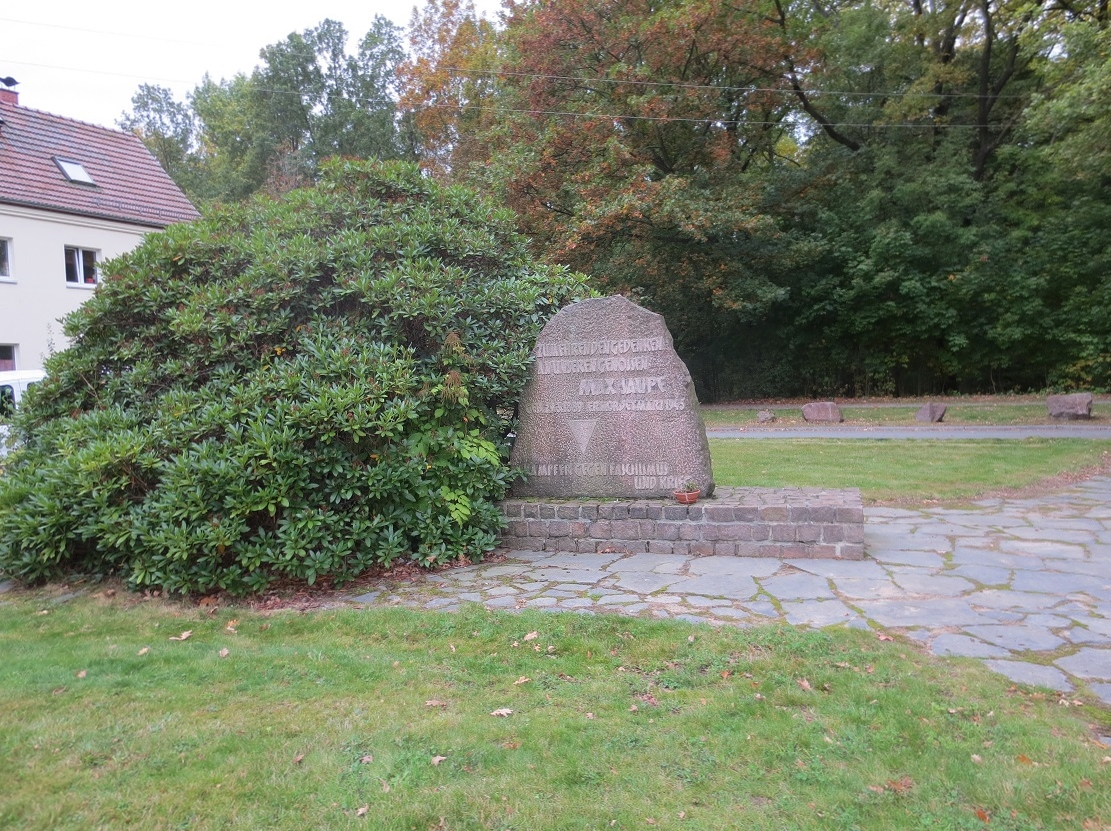
Der Gedenkstein
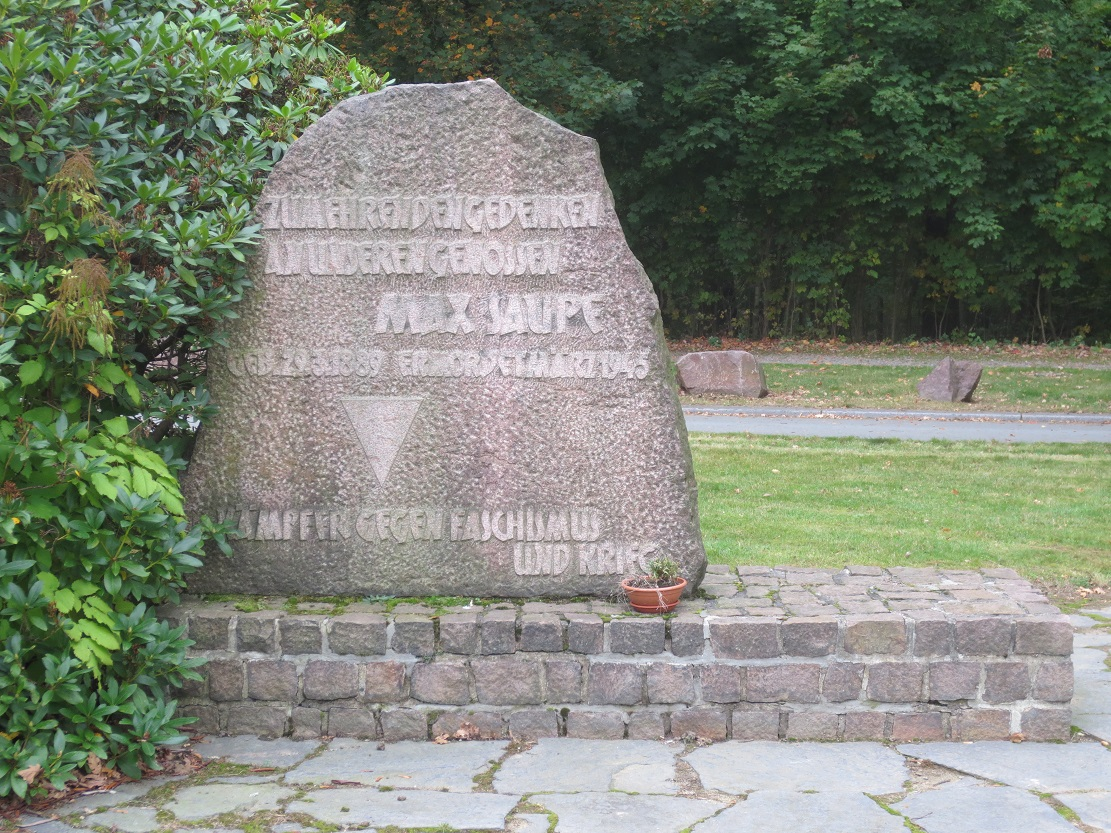
Inschrift des Denkmals